# Eochrois
Eochrois is een geslacht van vlinders van de familie sikkelmotten (Oecophoridae), uit de onderfamilie Oecophorinae.

## Soorten
- E. acutella (Walker, 1864)
- E. cirrhophara Turner, 1926
- E. craterombra Meyrick, 1920
- E. ebenosticha (Turner, 1917)
- E. erebocrossa Meyrick, 1930
- E. leiochroa Lower, 1907
- E. magniferella (Walker, 1864)
- E. melanoplecta (Turner, 1917)
- E. mesodesma Lower, 1898
- E. polydesma Lower, 1894
- E. pulverulenta (Meyrick, 1883)
- E. trisema Lower, 1907